# لوسيان كوسو
لوسيان كوسو (بالفرنسية: Lucien Cossou)‏ (29 يناير 1936 في مرسيليا) لاعب كرة قدم فرنسي معتزل كان يجيد اللعب في خط الوسط .
بدأ كوسو مسيرته الرياضية في نادي أيكس سنة 1954 ثم انتقل إلى نادي ليون في سنة 1956 ثم انتقل إلى نادي موناكو سنة 1959 . ساهم في الفوز ببطولة دوري الدرجة الأولى مرتين 1961 و1963 . انتقل إلى نادي طولون سنة 1965 ثم عاد إلى نادي أيكس في سنة 1966 ثم انتقل إلى نادي لا كيوتات سنة 1970 وبعدها قرر اعتزال لعب كرة القدم في سنة 1972 .
شارك مع منتخب فرنسا في 6 مباريات دولية وسجل 4 أهداف في الفترة من 1960 إلى 1964 . أول مباراة دولية كانت أمام منتخب بلغاريا في 11 ديسمبر 1960 وآخر مباراة دولية كانت أمام منتخب المجر في 25 أبريل 1964 .

## وصلات خارجية
- لوسيان كوسو على موقع الاتحاد الأوربي (الإنجليزية)
- لوسيان كوسو على موقع قاعدة بيانات كرة القدم.إي يو (الإنجليزية)
- لوسيان كوسو على موقع ناشيونال فوتبول تيمز (الإنجليزية)
- لوسيان كوسو على موقع عالم كرة القدم.نت (الإنجليزية)